# Bittacus stanleyi
Bittacus stanleyi is een schorpioenvlieg uit de familie van de hangvliegen (Bittacidae). De wetenschappelijke naam van de soort is voor het eerst geldig gepubliceerd door Byers in 1968.
De soort komt voor in Congo-Kinshasa en Malawi.